# Резанова (деревня)
Резанова — упразднённая в 2023 году деревня в Викуловском районе Тюменской области. Входила в состав Ермаковского сельского поселения.

## История
Центр Резановского сельсовета Усть-Ишимского района Тарского округа Сибирского края. 
Упразднена 5 июля 2023 года Законом Тюменской области в связи с прекращением существования.

## Население
| 1926 | 1989 | 2002 | 2010 |
| ---- | ---- | ---- | ---- |
| 332  | ↘76  | ↘16  | ↘0   |

### Национальный состав
В 1926 году состояла из 78 хозяйств, основное население — русские.